# Eduard Meyer (Richter)
Eduard Meyer (vollständig Friedrich Eduard August Meyer, genannt auch Pius Meyer; * 1. Juni 1817 in Hannover; † 11. August 1901 in Celle) war ein deutscher Jurist, Senatspräsident am Oberlandesgericht Celle und Mitglied des Preußischen Herrenhauses.

## Leben

### Familie
Eduard Meyer war ein Sohn von Pius Meyer (der Ältere).
Er heiratete am 2. April 1848 in Burgwedel Emilie Bütemeister (Emilie Auguste Marie Georgine Bütemeister; * 30. Oktober 1820; † 2. September 1879 in Celle), die später einen Siegelring mit dem Wappen der Familie Bütemeister trug. Aus der Ehe ging der spätere Mediziner George Meyer hervor.

### Werdegang
Meyer besuchte das Lyceum in Hannover und die Landesanstalt Pforta und studierte Rechtswissenschaften und Theologie nach seiner Immatrikulation am 30. Oktober 1835 zunächst an der Universität Göttingen, wo er 1837 dem Corps Bremensia Göttingen beitrat, später auch an der Universität Berlin.
Zur Zeit des Königreichs Hannover trat er 1839 im Amt Neuenhaus als Auditor in den staatlichen Justizdienst ein. Ab 1841 wirkte er in Osnabrück als Auditor der dortigen Justizkanzlei, ab 1842 als Osnabrücker Justizkanzleiassessor. Ab 1846 war Meyer in Hannover zunächst als Assessor am dortigen Konsistorium, ab 1851 als Justizrat in der hannoverschen Justizkanzlei tätig.  Am 1. Oktober 1852 wurde er als Hilfsarbeiter mit dem Titel als Obergerichtsrat an das hannoversche Justizministerium berufen an dem er auch als Referent tätig war.
Am 12. April 1858 wurde Meyer in Celle „durch Präsentation der ostfriesischen Landschaft Oberappellationsrat“ beziehungsweise Oberamtsgerichtsrat am Celler Oberappellationsgericht.
Nach der Annexion Hannovers durch das Königreich Preußen war Meyer im Jahr 1867 kurzzeitig in der preußischen Hauptstadt am Oberappellationsgericht Berlin tätig. In Berlin wohnte er in einem Hause mit Karl Lachmann. Doch schon im Folgejahr 1868 kehrte Meyer nach Celle zurück und übernahm am dortigen Appellationsgericht das Amt des Vizepräsidenten des Senates beziehungsweise des Senatspräsidenten, „da das Amt des Vizepräsidenten bis 1920 in Celle entfiel.“
„Durch allerhöchste Ordre vom 17. November 1869“ wurde Meyer durch den preußischen König Wilhelm I. „aus besonderem Allerhöchstem Vertrauen“ als lebenslängliches Mitglied in das Preußische Herrenhaus berufen „unter gleichzeitiger Bestellung als Kron-Syndikus“. Das Amt trat Meyer am 1. Februar 1870 an und war in der Folge als Mitglied verschiedener Kommissionen sowie als „Berichterstatter über bedeutende Gesetzesvorlagen“ an den Arbeiten des Hauses beteiligt.
Nach der Reichsgründung wurde Meyer am 25. Juli 1879 zunächst zum Geheimen Oberjustizrat ernannt, am 1. Oktober 1879 zum Senatspräsidenten am Celler Oberlandesgericht und am 19. Dezember 1879 zum Wirklichen Geheimen Oberjustizrat ernannt.
Meyer war viele Jahre Vorsitzender der Göttinger Prüfungskommission für die Examen der hannoverschen Rechtsreferendare. Unterdessen war er bereits 1875 zum Präsidenten der evangelischen Landessynode Hannovers gewählt worden, der er bis 1893 vorstand.
1889 wurde ihm der „Stern zum Roten Adlerorden II. Klasse mit Eichenlaub“ verliehen. Ihm wurde von der Universität Göttingen zweimal die Ehrendoktorwürde verliehen: 1887 die eines Dr. jur. h. c. und 1899 die eines D. theol. h. c.
Eduard Meyer starb am 11. August 1901 im Alter von 84 Jahren in Celle, wo er auf dem Neuenhauser Friedhof neben seiner Ehefrau beigesetzt wurde.

## Bildliche Darstellung
Im Verlag der Gebrüder Rocca erschien eine von Carl Rohde 1838 signierte mehrfarbige Lithografie, eine „trefflich aufgebaute große Darstellung der Schlägermensur im Deutschen Hause vom 12. Dezember 1837, zwischen Schmidt von den Bremensern und Schüler von den Nassauern“. Auf dem Bild ist unter anderem am linken Bildrand den Pius Meyer genannten „stud. jur.“ Eduard Meyer.

## Archivalien
Archivalien von und über Eduard Meyer finden sich beispielsweise
- im Geheimen Staatsarchiv Preußischer Kulturbesitz in Berlin unter dem Titel Meyer, Dr. Friedrich Eduard August (geb. 1817), Vizepräsident beim Appellationsgericht und Senatspräsident beim Oberlandesgericht in Celle für die Laufzeit von 1839 bis 1899, Archivnummer I. HA Rep. 84a, Nr. 40317[16]